# Pallanuoto ai campionati mondiali di nuoto 2013 - Torneo maschile
La XV edizione del campionato mondiale di pallanuoto maschile si è svolto all'interno del programma dei Campionati mondiali di nuoto 2013 a Barcellona, in Spagna, dal 22 luglio al 3 agosto.
Le gare del torneo si sono svolte nell'impianto della Piscine Bernat Picornell.
Le squadre partecipanti erano sedici, in rappresentanza di tutte e cinque le confederazioni continentali aderenti alla FINA.

## Formula
La formula del torneo è stata innovata rispetto alle edizioni più recenti. Le 16 partecipanti sono state suddivise in quattro gironi preliminari, al termine dei quali tutte le squadre hanno avuto accesso alla fase a eliminazione diretta. Negli ottavi le prime classificate dei gironi si sono scontrate con le quarte e le seconde hanno affrontato le terze. Vengono disputate gare di classificazione fino al sedicesimo posto.

## Fase preliminare

### Gironi
Il sorteggio dei gironi preliminari è stato effettuato alle 12:00 del 24 febbraio 2013, a Barcellona, presso la sede dell'emittente statale TVE. Le squadre nazionali erano inserite in quattro fasce:
Fascia 1
- Croazia
- Italia
- Montenegro
- Serbia

Fascia 2
- Ungheria
- Spagna
- Canada
- Germania

Fascia 3
- Australia
- Grecia
- Romania
- Stati Uniti

Fascia 4
- Cina
- Kazakistan
- Nuova Zelanda
- Sudafrica

Il sorteggio ha stabilito i seguenti gironi:
| Gruppo A      | Gruppo B    | Gruppo C  | Gruppo D   |
| ------------- | ----------- | --------- | ---------- |
| Grecia        | Canada      | Australia | Germania   |
| Montenegro    | Croazia     | Cina      | Italia     |
| Nuova Zelanda | Stati Uniti | Serbia    | Kazakistan |
| Spagna        | Sudafrica   | Ungheria  | Romania    |

### Gruppo A
| Pos. | Squadra       | Pt | G | V | N | P | GF | GS | DR  |
| ---- | ------------- | -- | - | - | - | - | -- | -- | --- |
| 1.   | Grecia        | 6  | 3 | 3 | 0 | 0 | 38 | 15 | +23 |
| 2.   | Montenegro    | 4  | 3 | 2 | 0 | 1 | 34 | 12 | +22 |
| 3.   | Spagna        | 2  | 3 | 1 | 0 | 2 | 30 | 18 | +12 |
| 4.   | Nuova Zelanda | 0  | 3 | 0 | 0 | 3 | 8  | 65 | -57 |

| # gara | Data      | Ora   | Gara          | Gara | Gara          |
| ------ | --------- | ----- | ------------- | ---- | ------------- |
| 1      | 22 luglio | 09:30 | Montenegro    | 4-6  | Grecia        |
| 2      | 22 luglio | 21:30 | Spagna        | 18-3 | Nuova Zelanda |
| 15     | 24 luglio | 20:10 | Nuova Zelanda | 4-24 | Grecia        |
| 16     | 24 luglio | 21:30 | Montenegro    | 7-5  | Spagna        |
| 21     | 26 luglio | 17:30 | Montenegro    | 23-1 | Nuova Zelanda |
| 22     | 26 luglio | 21:30 | Spagna        | 7-8  | Grecia        |

### Gruppo B
| Pos. | Squadra     | Pt | G | V | N | P | GF | GS | DR  |
| ---- | ----------- | -- | - | - | - | - | -- | -- | --- |
| 1.   | Croazia     | 6  | 3 | 3 | 0 | 0 | 41 | 15 | +26 |
| 2.   | Stati Uniti | 4  | 3 | 2 | 0 | 1 | 31 | 19 | +12 |
| 3.   | Canada      | 2  | 3 | 1 | 0 | 2 | 32 | 32 | 0   |
| 4.   | Sudafrica   | 0  | 3 | 0 | 0 | 3 | 14 | 52 | -38 |

| # gara | Data      | Ora   | Gara      | Gara  | Gara        |
| ------ | --------- | ----- | --------- | ----- | ----------- |
| 3      | 22 luglio | 10:50 | Croazia   | 9-7   | Stati Uniti |
| 4      | 22 luglio | 12:10 | Canada    | 17-11 | Sudafrica   |
| 9      | 24 luglio | 09:30 | Sudafrica | 3-16  | Stati Uniti |
| 10     | 24 luglio | 10:50 | Croazia   | 13-8  | Canada      |
| 23     | 26 luglio | 18:50 | Croazia   | 19-0  | Sudafrica   |
| 24     | 26 luglio | 20:10 | Canada    | 7-8   | Stati Uniti |

### Gruppo C
| Pos. | Squadra   | Pt | G | V | N | P | GF | GS | DR  |
| ---- | --------- | -- | - | - | - | - | -- | -- | --- |
| 1.   | Serbia    | 6  | 3 | 3 | 0 | 0 | 39 | 26 | +13 |
| 2.   | Ungheria  | 3  | 3 | 1 | 1 | 1 | 32 | 27 | +5  |
| 3.   | Australia | 3  | 3 | 1 | 1 | 1 | 25 | 26 | -1  |
| 4.   | Cina      | 0  | 3 | 0 | 0 | 3 | 21 | 38 | -17 |

| # gara | Data      | Ora   | Gara     | Gara  | Gara      |
| ------ | --------- | ----- | -------- | ----- | --------- |
| 5      | 22 luglio | 13:30 | Serbia   | 10-7  | Australia |
| 6      | 22 luglio | 17:30 | Ungheria | 13-5  | Cina      |
| 11     | 24 luglio | 12:10 | Cina     | 7-9   | Australia |
| 12     | 24 luglio | 13:30 | Serbia   | 13-10 | Ungheria  |
| 17     | 26 luglio | 09:30 | Serbia   | 16-9  | Cina      |
| 18     | 26 luglio | 10:50 | Ungheria | 9-9   | Australia |

### Gruppo D
| Pos. | Squadra    | Pt | G | V | N | P | GF | GS | DR  |
| ---- | ---------- | -- | - | - | - | - | -- | -- | --- |
| 1.   | Italia     | 6  | 3 | 3 | 0 | 0 | 32 | 18 | +14 |
| 2.   | Germania   | 4  | 3 | 2 | 0 | 1 | 26 | 26 | 0   |
| 3.   | Kazakistan | 2  | 3 | 1 | 0 | 2 | 21 | 25 | -4  |
| 4.   | Romania    | 0  | 3 | 0 | 0 | 3 | 16 | 26 | -10 |

| # gara | Data      | Ora   | Gara       | Gara | Gara       |
| ------ | --------- | ----- | ---------- | ---- | ---------- |
| 7      | 22 luglio | 18:50 | Italia     | 10-4 | Romania    |
| 8      | 22 luglio | 20:10 | Germania   | 9-8  | Kazakistan |
| 13     | 24 luglio | 17:30 | Kazakistan | 7-4  | Romania    |
| 14     | 24 luglio | 18:50 | Italia     | 10-8 | Germania   |
| 19     | 26 luglio | 12:10 | Italia     | 12-6 | Kazakistan |
| 20     | 26 luglio | 13:30 | Germania   | 9-8  | Romania    |

## Fase finale

### Tabellone principale
|  | Ottavi di finale       | Ottavi di finale       |                        |    | Quarti di finale          | Quarti di finale          |                       |                       | Semifinali | Semifinali |  |  | Finale | Finale |
|  |                        |                        |                        |    |                           |                           |                       |                       |            |            |  |  |        |        |
|  | 28 luglio 2013 - 09:30 |                        |                        |    |                           |                           |                       |                       |            |            |  |  |        |        |
|  |                        |                        |                        |    |                           |                           |                       |                       |            |            |  |  |        |        |
|  | A1 Grecia              | 13                     |                        |    |                           |                           |                       |                       |            |            |  |  |        |        |
|  | A1 Grecia              | 13                     | 30 luglio 2013 - 15:30 |    |                           |                           |                       |                       |            |            |  |  |        |        |
|  | B4 Sudafrica           | 5                      |                        |    |                           |                           |                       |                       |            |            |  |  |        |        |
|  | B4 Sudafrica           | 5                      | Grecia                 | 3  |                           |                           |                       |                       |            |            |  |  |        |        |
|  | 28 luglio 2013 - 18:50 |                        | Grecia                 | 3  |                           |                           |                       |                       |            |            |  |  |        |        |
|  |                        | Ungheria               | 9                      |    |                           |                           |                       |                       |            |            |  |  |        |        |
|  | C2 Ungheria            | Ungheria               | 9                      | 16 |                           |                           |                       |                       |            |            |  |  |        |        |
|  | C2 Ungheria            |                        | 1º agosto 2013 - 20:15 | 16 |                           |                           |                       |                       |            |            |  |  |        |        |
|  | D3 Kazakistan          | 7                      |                        |    |                           |                           |                       |                       |            |            |  |  |        |        |
|  | D3 Kazakistan          | 7                      | Ungheria               | 11 |                           |                           |                       |                       |            |            |  |  |        |        |
|  | 28 luglio 2013 - 12:10 |                        | Ungheria               | 11 |                           |                           |                       |                       |            |            |  |  |        |        |
|  |                        | Croazia                | 10                     |    |                           |                           |                       |                       |            |            |  |  |        |        |
|  | B1 Croazia             | Croazia                | 10                     | 21 |                           |                           |                       |                       |            |            |  |  |        |        |
|  | B1 Croazia             | 30 luglio 2013 - 17:00 |                        | 21 |                           |                           |                       |                       |            |            |  |  |        |        |
|  | A4 Nuova Zelanda       | 4                      |                        |    |                           |                           |                       |                       |            |            |  |  |        |        |
|  | A4 Nuova Zelanda       | 4                      | Croazia                | 7  |                           |                           |                       |                       |            |            |  |  |        |        |
|  | 28 luglio 2013 - 21:30 |                        | Croazia                | 7  |                           |                           |                       |                       |            |            |  |  |        |        |
|  |                        | Australia              | 6                      |    |                           |                           |                       |                       |            |            |  |  |        |        |
|  | D2 Germania            | Australia              | 6                      | 4  |                           |                           |                       |                       |            |            |  |  |        |        |
|  | D2 Germania            |                        | 3 agosto 2013 - 22:15  | 4  |                           |                           |                       |                       |            |            |  |  |        |        |
|  | C3 Australia           | 8                      |                        |    |                           |                           |                       |                       |            |            |  |  |        |        |
|  | C3 Australia           | 8                      | Ungheria               | 8  |                           |                           |                       |                       |            |            |  |  |        |        |
|  | 28 luglio 2013 - 10:50 |                        | Ungheria               | 8  |                           |                           |                       |                       |            |            |  |  |        |        |
|  |                        | Montenegro             | 7                      |    |                           |                           |                       |                       |            |            |  |  |        |        |
|  | A2 Montenegro          | Montenegro             | 7                      | 12 |                           |                           |                       |                       |            |            |  |  |        |        |
|  | A2 Montenegro          | 30 luglio 2013 - 20:15 |                        | 12 |                           |                           |                       |                       |            |            |  |  |        |        |
|  | B3 Canada              | 4                      |                        |    |                           |                           |                       |                       |            |            |  |  |        |        |
|  | B3 Canada              | 4                      | Montenegro             | 9  |                           |                           |                       |                       |            |            |  |  |        |        |
|  | 28 luglio 2013 - 17:30 |                        | Montenegro             | 9  |                           |                           |                       |                       |            |            |  |  |        |        |
|  |                        | Serbia                 | 8                      |    |                           |                           |                       |                       |            |            |  |  |        |        |
|  | C1 Serbia              | Serbia                 | 8                      | 13 |                           |                           |                       |                       |            |            |  |  |        |        |
|  | C1 Serbia              |                        | 1º agosto 2013 - 21:45 | 13 |                           |                           |                       |                       |            |            |  |  |        |        |
|  | D4 Romania             | 5                      |                        |    |                           |                           |                       |                       |            |            |  |  |        |        |
|  | D4 Romania             | 5                      | Montenegro             | 10 |                           |                           |                       |                       |            |            |  |  |        |        |
|  | 28 luglio 2013 - 13:30 |                        | Montenegro             | 10 |                           |                           |                       |                       |            |            |  |  |        |        |
|  |                        | Italia                 | 8                      |    | Finale per il terzo posto | Finale per il terzo posto |                       |                       |            |            |  |  |        |        |
|  | B2 Stati Uniti         | Italia                 | 8                      | 6  | Finale per il terzo posto | Finale per il terzo posto |                       |                       |            |            |  |  |        |        |
|  | B2 Stati Uniti         | 30 luglio 2013 - 21:45 | 30 luglio 2013 - 21:45 | 6  |                           |                           | 3 agosto 2013 - 16:30 | 3 agosto 2013 - 16:30 |            |            |  |  |        |        |
|  | A3 Spagna              | 30 luglio 2013 - 21:45 | 30 luglio 2013 - 21:45 | 10 |                           |                           | 3 agosto 2013 - 16:30 | 3 agosto 2013 - 16:30 |            |            |  |  |        |        |
|  | A3 Spagna              | Spagna                 | 3                      | 10 | Croazia                   | 10                        |                       |                       |            |            |  |  |        |        |
|  | 28 luglio 2013 - 20:10 | Spagna                 | 3                      |    | Croazia                   | 10                        |                       |                       |            |            |  |  |        |        |
|  |                        | Italia                 | 4                      |    | Italia                    | 8                         |                       |                       |            |            |  |  |        |        |
|  | D1 Italia              | Italia                 | 4                      | 11 | Italia                    | 8                         |                       |                       |            |            |  |  |        |        |
|  | D1 Italia              |                        |                        | 11 |                           |                           |                       |                       |            |            |  |  |        |        |
|  | C4 Cina                | 3                      |                        |    |                           |                           |                       |                       |            |            |  |  |        |        |
|  | C4 Cina                | 3                      |                        |    |                           |                           |                       |                       |            |            |  |  |        |        |

#### Ottavi di finale
| Arbitri: | Abramović Cardenuto |

|                                                                                 |           |                                               |
| Gounas 3 Fountoulis, Afroudakis, Kolomvos, Vlachopoulos 2 Mylonakis, Mourikis 1 | Marcatori | 1 le Roux, Card, Badenhorst, Downes, Molyneux |

| Arbitri: | Balfanbayev Vogel |

|                                                                              |           |                                      |
| Ivović 3 Brguljan, M. Janović, N. Janović 2 Petrović, Crousillat, Klikovac 1 | Marcatori | 2 Kudaba 1 Constantin-Bicari, Graham |

| Arbitri: | Drury Melliar |

|                                                                        |           |                               |
| Muslim, Sukno 5 Obradović 3 Paskvalin, Joković, Dobud 2 Bukić, Šetka 1 | Marcatori | 1 Lewis, Ross, Bryant, Tijsen |

| Arbitri: | Peris Alexandrescu |

|                         |           |                                         |
| Wigo 3 Azevedo 2 Mann 1 | Marcatori | 4 Español 3 Molina 2 Perrone 1 Minguell |

| Arbitri: | Koganov Naumov |

|                                                                        |           |                           |
| Udovičić, Ćuk, Pijetlović, Nikić, Filipović 2 Mandić, Aleksić, Rađen 1 | Marcatori | 3 Diaconu 1 Busila, Matei |

| Arbitri: | Reemnet Koryzna |

| |           |                                          |
| Madaras, Bátori, Hosnyánszky, Szivós, Dán. Varga 2 Gór-Nagy, Vámos, Decker, Dén. Varga, Bedő, Hárai 1 | Marcatori | 3 Gubarev 2 Ushakov 1 Medvedev, Pekovich |

| Arbitri: | Margeta Terepenka |

|                                                   |           |                     |
| Giorgetti 4 Felugo, Gallo, Aicardi 2 Presciutti 1 | Marcatori | 1 Tan, Liang, Zhang |

| Arbitri: | Borrell Bianchi |

|                           |           |                                             |
| Nossek 2 Real, Jüngling 1 | Marcatori | 2 Cotterill, Younger, Howden 1 Roach, Swift |

#### Quarti di finale
| Arbitri: | Golijanin Bender |

|                                       |           |                                                          |
| Mylonakis, Fountoulis, Vlachopoulos 1 | Marcatori | 2 Hosnyánszky, Dén. Varga, Bedő 1 Madaras, Vámos, Decker |

| Arbitri: | Borrell Bianchi |

|                                                      |           |                                             |
| Joković 2 Lončar, Muslim, Bušlje, Sukno, Obradović 1 | Marcatori | 2 Miller 1 Campbell, Roach, Younger, Howden |

| Arbitri: | Flahive Margeta |

|                                                        |           |                                                                   |
| M. Janović 3 N. Janović, Ivović 2 Brguljan, Klikovac 1 | Marcatori | 2 Mitrović 1 Mandić, Gocić, Pijetlović, Nikić, Aleksić, Filipović |

| Arbitri: | Stavridis Alexandrescu |

|                            |           |                                |
| Molina, Español, Perrone 1 | Marcatori | 2 Figlioli 1 Giorgetti, Figari |

#### Semifinali
| Arbitri: | Flahive Naumov |

|                                                        |           |                                                    |
| Vámos, Szivós 3 Dén. Varga 2 Gór-Nagy, Madaras, Bedő 1 | Marcatori | 2 Joković, Sukno, Dobud, Obradović 1 Muslim, Šetka |

| Arbitri: | Margeta Koryzna |

|                                                        |           |                                         |
| N. Janović 3 Brguljan, M. Janović, Ivović 2 Petrović 1 | Marcatori | 3 Figlioli, Aicardi 1 Gallo, Presciutti |

#### Finale 3º-4º posto
| Arbitri: | Stavridis Alexandrescu |

|                                                       |           |                                                      |
| Joković, Sukno 3 Paskvalin, Bukić, Dobud, Obradović 1 | Marcatori | 3 Giorgetti 2 Felugo 1 Pérez, Presciutti, Napolitano |

#### Finale
| Arbitri: | Borrell Margeta |

|                                                               |           |                                                     |
| Szivós, Hárai 2 Vámos, Hosnyánzszky, Dán. Varga, Dén. Varga 1 | Marcatori | 3 Ivović 1 Petrović, Brguljan, Crousillat, Klikovac |

### Tabellone 5º-8º posto
|  | 5º-8º posto   | 5º-8º posto   | 5º-8º posto |        |        | Incontro per il quinto posto  | Incontro per il quinto posto  | Incontro per il quinto posto  |  |
|  |               |               |             |        |        |                               |                               |                               |  |
|  | Grecia        | Grecia        | 11          |        |        |                               |                               |                               |  |
|  | Grecia        | Grecia        | 11          |        |        |                               |                               |                               |  |
|  | Australia     | Australia     | 9           |        |        |                               |                               |                               |  |
|  | Australia     | Australia     | 9           |        | Grecia | Grecia                        | 8                             |                               |  |
|  |               |               |             |        | Grecia | Grecia                        | 8                             |                               |  |
|  |               |               | Spagna      | Spagna | 10     |                               |                               |                               |  |
|  | Serbia        | Serbia        | Spagna      | Spagna | 10     | 13                            |                               |                               |  |
|  | Serbia        | Serbia        |             |        |        | 13                            |                               |                               |  |
|  | Spagna (rig.) | Spagna (rig.) | 14          |        |        | Incontro per il settimo posto | Incontro per il settimo posto | Incontro per il settimo posto |  |
|  | Spagna (rig.) | Spagna (rig.) | 14          |        |        |                               |                               |                               |  |
|  |               |               |             |        |        |                               |                               |                               |  |
|  |               |               |             |        |        | Australia                     | Australia                     | 7                             |  |
|  |               |               |             |        |        | Australia                     | Australia                     | 7                             |  |
|  |               |               |             |        |        | Serbia                        | Serbia                        | 13                            |  |

#### Semifinali
| Arbitri: | Golijanin (SRB) Bianchi (IRA) |

|                                                                       |           |                                                 |
| Delakas, Vlachopoulos 3 Fountoulis 2 Mylonakis, Pontikeas, Kolomvos 1 | Marcatori | 3 Younger 2 Campbell, Gilchrist 1 Roach, Howden |

| Arbitri: | Koganov (AZE) Moller (ARG) |

|                                                             |           |                                                   |
| Pijetlovic, Filipovic 2 Mandic, Udovicic, Cuk, Prlainovic 1 | Marcatori | 2 Munarriz, Minguell, Español 1 Sziranyi, Perrone |

#### Finale 7º-8º posto
| Arbitri: | Peris (CRO) Moller (ARG) |

|                                          |           |                                                                    |
| Swift, Howden 2 Roach, Younger, Miller 1 | Marcatori | 5 Filipovic 2 Gocic, Pijetlovic 1 Udovicic, Nikic, Raden, Mitrović |

#### Finale 5º-6º posto
| Arbitri: | Golijanin (SRB) Flahive (AUS) |

|                                                         |           |                                               |
| Delakas 3 Fountoulis 2 Kolomvos, Gounas, Vlachopoulos 1 | Marcatori | 5 Español 2 Molina 1 Minguell, Valles, Garcia |

## Classifica finale
| Pos.    | Squadra       |
| ------- | ------------- |
| Oro     | Ungheria      |
| Argento | Montenegro    |
| Bronzo  | Croazia       |
| 4       | Italia        |
| 5       | Spagna        |
| 6       | Grecia        |
| 7       | Serbia        |
| 8       | Australia     |
| 9       | Stati Uniti   |
| 10      | Germania      |
| 11      | Canada        |
| 12      | Kazakistan    |
| 13      | Romania       |
| 14      | Cina          |
| 15      | Sudafrica     |
| 16      | Nuova Zelanda |